# Endorf
Endorf is een stadsdeel van Falkenstein/Harz in de Landkreis Harz in Saksen-Anhalt in Duitsland. Endorf ligt in het traditionele gebied van het Hoogduits. Endorf is een stadsdeel sinds 2002 en was een gemeente tot 2001.
Andere stadsdelen van Falkenstein/Harz zijn Meisdorf, Neuplatendorf en Ermsleben.